# Szabó István (kajakozó)
Szabó István (Budapest, 1950. június 15. – ) olimpiai ezüstérmes, ötszörös világbajnok kajakozó, edző.

## Pályafutása
Egy korábbi világbajnok, dr. Nagy László hatására kezdett kajakozni. 1970-ben nyerte meg első világbajnoki érmét, K4 1000 méteren lett harmadik. Egy évvel később, az 1971-es belgrádi vb-n a K1 4x500-as váltó tagjaként megszerezte első világbajnoki címét. Az 1972-es müncheni olimpián K4 1000 méteren hatodik lett. 1974 és 1978 között zsinórban négy világbajnokságról hozott el aranyérmet, mindegyiket Bakó Zoltán partnereként. Az 1976-os montréali olimpián K2 1000 méteren szintén Bakó Zoltán párjaként bronzérmet szerzett. Az 1980-as moszkvai olimpia K2 1000 méteren ezüstérmet szerzett Joós István párjaként. Szabó István öt világbajnoki aranyérme mellett még hét ezüstöt és öt bronzérmet szerzett. Tizenegyszeres magyar bajnok. 1977-ben és 1979-ben Bakó Zoltán mellett őt választották meg az év magyar kajakozójának.